# 布拉德·瓊斯
布拉德·瓊斯（英語：Brad Jones；1982年3月19日—）是一位澳大利亞足球運動員。在場上的位置是守門員。他效力珀斯光輝。